# Lu Xun (Drei Reiche)

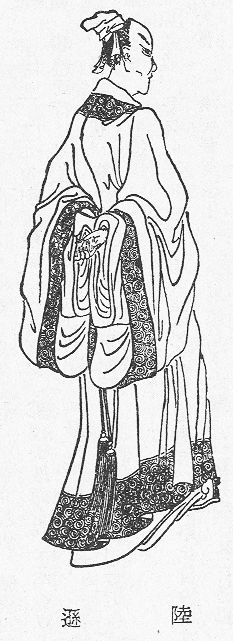
Illustration einer Qing-Ausgabe der Geschichte der Drei Reiche.

Lu Xun (chinesisch 陸遜 / 陆逊, Pinyin Lù Xùn, W.-G. Lu Hsün; * 183 als Lu Yi 陸議 / 陆議,  Lù Yì, Großjährigkeitsname (Zì) Boyan 伯言,  Bóyán; † 245) war ein chinesischer General der Wu-Dynastie zur Zeit der Drei Reiche.

## Militärische Karriere

### Einnahme von Jingzhou
Im Jahre 208 besiegten Sun Quan und Liu Bei den Warlord Cao Cao in der Schlacht von Chibi, wodurch sie seine südliche Expansion aufhielten und die Stellung Wus unter den Drei Königreichen festigten. Liu Bei hatte immer noch kein eigenes Territorium. Deshalb überließ ihm Sun Quan die Jingzhou-Provinz für die Zeit, bis Liu Bei die Staaten Ba und Shu unterworfen haben würde. Im Jahr 219 nahm Liu Bei Ba-Shu ein, weigerte sich aber, die Jing-Provinz zurückzugeben. Sun Quan überlegte, wie er seine Provinz zurückbekommen könnte.
Lu Xun sah eine Chance, sich zu beweisen, und diskutierte mit dem derzeitigen Kommandanten Lu Meng einen Plan über die Rückeroberung von Jing. Der Shu-Kommandant Guan Yu war als großer Krieger berühmt. Er plante zu dieser Zeit eine Kampagne gegen den Norden. Weil Lu Meng erkrankt und Guan Yus Stolz bekannt war, würden die Shu sich sicher fühlen und einen Überraschungsangriff möglich machen.
Sun Quan wurde diese Idee mitgeteilt, und der Plan wurde in Angriff genommen. Lu Xun gab vor, das Kommando über die Truppen zu übernehmen. Er schickte Guan Yu ein schmeichelndes Schreiben, in dem er
- seine Ehrfurcht bekannte, als Nachbar eines so großartigen Generals zu dienen, und
- sein Begehren äußerte, sich auf Guan Yus Kampffertigkeiten zu verlassen.

Guan Yu fiel darauf herein und ließ seine Deckung fallen. Lu Meng und Lu Xun führten daraufhin heimlich eine Armee nach Jingzhou und schnappten sich die Provinz, bevor Guan Yu begriff, was passierte. Jingzhou war zurückerobert, und Guan Yu wurde gefangen und hingerichtet.

### Die Schlacht von Yiling
Als Liu Bei von der Wu-Übernahme der Jing-Provinz und dem Tod Guan Yus erfuhr, war er erzürnt. Er führte eine Armee nach Osten, um Jing zurückzufordern und seinen Waffenbruder zu rächen. Lu Xun erhielt das Kommando über die Wu-Armee und befahl, den Angriff abzuwehren.
Wenige Generäle waren mit Lu Xuns Oberbefehl zufrieden. Viele von ihnen waren abgehärtete Veteranen aus den Tagen Sun Ces, wohingegen Lu Xun ein Neuling und Emporkömmling war. Sie begehrten, Liu Bei auf dem Marsch anzugreifen und die Erschöpfung seiner Truppen auszunutzen, aber Lu Xun lehnte ab, weil Liu Bei dafür vorgesorgt hatte und die Schlacht zu riskant wäre. Liu Bei schickte einige Truppen voraus, um die Wu-Armee in einen Hinterhalt zu locken. Die Generäle riefen zum Kampf, aber Lu Xun vermutete eine Falle und hielt sie abermals zurück.
Lu Xun wartete ab. Nach einigen Monaten Stillstand schlug er plötzlich zu, indem er Truppen mit Fackeln vorausschickte, um in Liu Beis Lagern Feuer zu legen. Dann folgte eine vernichtende Attacke von drei Seiten von allen Wu-Truppen. Liu Beis Armee wurde vernichtet, Liu Bei selbst floh nach Westen und starb kurz darauf (223). Nach diesem Sieg kritisierten nur noch wenige Generäle Lu Xun, dessen Strategie sich als siegreich erwiesen hatte.
Die Wu-Armee bereitete sich darauf vor, den Shu nachzusetzen, aber Lu Xun bemerkte, dass der Wei-Kaiser Cao Pi diese Möglichkeit ausnutzen würde, um Wu anzugreifen. Er hielt die Generäle zurück, und wirklich führte Wei kurz danach Armeen gegen Wu ins Feld.

### Spätere Kampagnen
Lu Xun hatte seine Position als Oberbefehlshaber der Armee gesichert und erhielt außerdem eine Beraterstellung für Sun Quan. Dieser war entschlossen, den Oberbefehlshaber der Wei zu besiegen, und ließ einen seiner regionalen Fürsten einen Aufstand vortäuschen. Der Wei-General geriet in einen Hinterhalt von Lu Xun und wurde besiegt.
Zu einer späteren Zeit unternahm Wu eine Kampagne gegen den Norden, aber einer der wichtigsten Kuriere wurde gefangen genommen und ihre Pläne gerieten an die Wei. Zhuge Jin, einer der Generäle der Kampagne, geriet in Panik und bat Lu Xun um Anweisungen für den Rückzug. Dieser erwiderte nichts, sondern spielte Schach und pflanzte Bohnen. Der verwirrte Zhuge Jin wollte herausfinden, was Lu Xun vorhatte. Dieser erklärte ihm, dass die Armee bei einer sofortigen Flucht in Chaos geraten würde und der Feind sie leicht einholen, verfolgen und vernichten würde. Durch ihr ruhiges Handeln dagegen würden die Wei-Truppen einen Trick von Lu Xun vermuten und darum zögern, so dass Wu sich dann geordnet zurückziehen könne. So geschah es auch.
Lu Xun war ein hochgeachteter Berater von Sun Quan. Er war für seine Tugend und Bescheidenheit bekannt, wie auch für seinen scharfen Verstand. Nachdem Sun Quan sich selbst zum Kaiser erhoben hatte, ernannte er Lu Xun zum Kanzler.

### Unrühmliches Ende
Zwischen Sun Quans Söhnen Sun He (dem Thronerben) und Sun Ba (dem Prinzen von Lu) entstand ein Zwist um die Thronfolge. Lu Xun schlug sich auf Sun Hes Seite und bat Sun Quan, Sun He fest als Kronprinzen einzusetzen, Sun Bas Macht sei eine Bedrohung für die Stabilität des Königreiches. Er schickte Brief um Brief, aber sie wurden alle ignoriert. Überdies wurde er aus seiner Position entlassen und Sun Quan schickte ihm wiederholt Beamte, um ihn zu tadeln. In seinem Kummer erkrankte Lu Xun und starb im Alter von 62 Jahren.
Er war der Vater von Lu Yan und Lu Kang. Kang führte das Erbe seines Vaters fort und wurde einer der letzten großen Generäle der Wu.